# 報導者
報導者（英語：The Reporter）是由報導者文化基金會於2015年成立的非營利網路媒體，致力於公共議題的深度調查報導，創辦人為臺灣媒體人何榮幸。
報導者因以非營利基金會的模式經營，主要依賴募款和讀者捐款維持運作，其網站內容採用創用CC授權條款。

## 概略
報導者的營運宗旨是改變臺灣的新聞環境和公共領域，致力於深度調查報導的產出。其未來發展包括，開放原始碼、實施攝影共有版權與開放編輯室。報導者的報導內容著重國際與中國、香港事務及文化觀察，其中包涵深度題目報導、人物專訪及深度文化觀察，並穿插以社會大眾關注之解釋性新聞及相關圖表。
報導者網站所有報導都不會顯示點閱次數，讓記者不會因文章流量而改變報導方向，避免冷落較少人關注的議題。

## 成立背景
臺灣媒體產業在台灣已被視為「社會亂源」，因「即時新聞」當道，新聞工作者為了將瀏覽次數最大化，大量產製即時新聞，而使新聞專業度下降。為了解決當今臺灣新聞氾濫的困境，報導者創辦人何榮幸決定「自己的新聞自己救」，他認為媒體應回歸新聞初衷，新聞應是原生內容，且應給予新聞工作者充足的時間製作深度報導，而報導內容也應該經過查證。因此，何榮幸離開主流媒體天下雜誌，在9月1日記者節這天宣布成立報導者，致力於調查報導的產出。

## 得獎紀錄
| 年份   | 獎項                               | 類別                 | 得獎作品／得獎者                                                                                        | 結果                   |
| ------ | ---------------------------------- | -------------------- | --- | ---------------------- |
| 2016年 | 台灣新聞攝影大賽                   | 肖像類               | 余志偉                                                                                                  | 第二名                 |
| 2016年 | 台灣新聞攝影大賽                   | 肖像類               | 林佑恩                                                                                                  | 優選                   |
| 2016年 | 台灣新聞攝影大賽                   | 系列照片類           | 林佑恩                                                                                                  | 優選                   |
| 2016年 | 平冤年度新聞獎                     |                      | 鄭性澤案14年 他還在等一個清白 （页面存档备份，存于）                                                    | 獲獎                   |
| 2016年 | 酷摩沙獎                           | 酷兒新聞報導獎       | 走入同志家庭 （页面存档备份，存于）                                                                     | 獲獎                   |
| 2016年 | 卓越新聞獎                         | 調查報導獎           | 看見高雄土地傷痕 （页面存档备份，存于）                                                                 | 獲獎                   |
| 2017年 | 人權新聞獎                         | 中文多媒體新聞獎     | 離岸之前─印尼漁工的台灣夢 （页面存档备份，存于）                                                        | 大獎                   |
| 2017年 | 台海新聞攝影大賽                   | 兩岸議題新聞類       | 兩岸生根 （页面存档备份，存于）                                                                         | 銀獎                   |
| 2017年 | 台海新聞攝影大賽                   | 台海環保科技新聞類   | 我們用家與田換來的水泥袋 （页面存档备份，存于）                                                         | 金獎                   |
| 2017年 | 台海新聞攝影大賽                   | 台海經濟新聞類       | 離岸之前 （页面存档备份，存于）                                                                         | 銀獎                   |
| 2017年 | SOPA亞洲出版協會卓越新聞獎         | 卓越人權報導獎       | 造假．剝削．血淚漁場 （页面存档备份，存于）                                                             | 首獎                   |
| 2017年 | SOPA亞洲出版協會卓越新聞獎         | 卓越調查報導獎       | 造假．剝削．血淚漁場 （页面存档备份，存于）                                                             | 首獎                   |
| 2017年 | SOPA亞洲出版協會卓越新聞獎         | 卓越資訊圖表獎       | 台灣遠洋漁業的 大鮪鱸鰻 （页面存档备份，存于）                                                          | 首獎                   |
| 2017年 | SOPA亞洲出版協會卓越新聞獎         | 卓越人權報導獎       | 無國籍的移工小孩—『沒有名字』的孩子們                                                                   | 二獎                   |
| 2018年 | 人權新聞獎                         | 中文特寫             | 遮掩的傷口：安置機構裡被性侵的少年們 （页面存档备份，存于）                                             | 優異獎                 |
| 2018年 | 台灣新聞攝影大賽                   | 年度最佳攝影記者     | 余志偉                                                                                                  | 獲獎                   |
| 2018年 | 台灣新聞攝影大賽                   | 系列照片             | 15歲起我這樣養活自己 （页面存档备份，存于）／余志偉                                                     | 第一名                 |
| 2018年 | 台灣新聞攝影大賽                   | 突發新聞類           | 余志偉                                                                                                  | 第三名                 |
| 2018年 | 台灣新聞攝影大賽                   | 肖像類               | 余志偉                                                                                                  | 第一名                 |
| 2018年 | 台灣新聞攝影大賽                   | 圖文特寫類           | 余志偉                                                                                                  | 優選                   |
| 2018年 | 台灣新聞攝影大賽                   | 自然環境與科技類     | 余志偉                                                                                                  | 第三名                 |
| 2018年 | 台灣新聞攝影大賽                   | 自然環境與科技類     | 余志偉                                                                                                  | 優選                   |
| 2018年 | 台灣新聞攝影大賽                   | 藝術文化與娛樂新聞類 | 陳朗熹                                                                                                  | 優選                   |
| 2018年 | 曾虛白新聞獎                       | 公共服務報導獎       | 廢墟裡的少年——兩萬名被遺忘的高風險家庭孩子們 （页面存档备份，存于）                                     | 獲獎                   |
| 2018年 | 曾虛白新聞獎                       | 台達能源與氣候特別獎 | 六輕營運20年：科學戰爭下的環境難民」系列報導 （页面存档备份，存于）                                     | 獲獎                   |
| 2018年 | 吳舜文新聞獎                       | 國際新聞報導獎       | 被消失的革命：敘利亞的血色公民課 系列報導 （页面存档备份，存于）                                        | 獲獎                   |
| 2019年 | 人權新聞獎                         | 中文調查專題         | 血淚漁場二部曲：海上人口販運風暴 （页面存档备份，存于）                                                 | 大獎                   |
| 2019年 | 人權新聞獎                         | 中文解釋性特寫       | 職災地獄・移工夢碎：台灣，危險之島 （页面存档备份，存于）                                               | 大獎                   |
| 2019年 | 人權新聞獎                         | 中文評論             | 當血淚漁場遇上國際勞工標準，開普敦警鐘敲醒台灣了嗎？ （页面存档备份，存于）                             | 優異獎                 |
| 2019年 | SOPA亞洲出版協會卓越新聞獎         | 卓越女性議題報導獎   | 跨國追蹤：HPV疫苗政策下的黑布                                                                           | 首獎                   |
| 2019年 | SOPA亞洲出版協會卓越新聞獎         | 卓越視頻報導獎       | 我們仨 （页面存档备份，存于）                                                                           | 首獎                   |
| 2019年 | SOPA亞洲出版協會卓越新聞獎         | 卓越調查報導獎       | 六輕營運20年：科學戰爭下的環境難民 （页面存档备份，存于）                                               | 首獎                   |
| 2019年 | SOPA亞洲出版協會卓越新聞獎         | 卓越評論獎           | 2018九合一選舉結果觀察 （页面存档备份，存于）                                                           | 首獎                   |
| 2019年 | SOPA亞洲出版協會卓越新聞獎         | 卓越獨家新聞獎       | 普悠瑪18死事故——2通簡訊示警，關鍵53分鐘危機處理待調查 （页面存档备份，存于）                            | 優勝                   |
| 2020年 | SOPA亞洲出版協會卓越新聞獎         | 卓越人權報導獎       | 無聲的滅絕：新疆「再教育營」實錄 （页面存档备份，存于）                                                 | 首獎                   |
| 2020年 | SOPA亞洲出版協會卓越新聞獎         | 卓越解釋性報導獎     | 風向戰爭與它的推手：揭開台星馬中「資訊戰商人」的神祕面紗                                                | 首獎                   |
| 2020年 | SOPA亞洲出版協會卓越新聞獎         | 卓越解釋性報導獎     | 無聲的滅絕：新疆「再教育營」實錄 （页面存档备份，存于）                                                 | 優勝                   |
| 2020年 | SOPA亞洲出版協會卓越新聞獎         | 卓越藝術及文化報導獎 | 香港反修例運動裡的街頭藝廊 （页面存档备份，存于）                                                       | 首獎                   |
| 2020年 | SOPA亞洲出版協會卓越新聞獎         | 卓越經濟報導獎       | 中國金主、菲國總部、台灣代工──看不見的線上博弈帝國 （页面存档备份，存于）                               | 首獎                   |
| 2020年 | SOPA亞洲出版協會卓越新聞獎         | 獨家新聞獎           | 國家不願面對的真相：獨家揭露台鐵體檢報告 （页面存档备份，存于）                                         | 優勝                   |
| 2020年 | SOPA亞洲出版協會卓越新聞獎         | 卓越新聞報導創新獎   | 穿山甲──走私至滅絕之路 （页面存档备份，存于）                                                           | 首獎                   |
| 2020年 | SOPA亞洲出版協會卓越新聞獎         | 卓越環境報導獎       | 穿山甲──走私至滅絕之路 （页面存档备份，存于）                                                           | 首獎                   |
| 2020年 | SOPA亞洲出版協會卓越新聞獎         | 卓越調查報導獎       | 深入全球假新聞之都，看「境外網軍」是如何煉成的？ （页面存档备份，存于）                                 | 首獎                   |
| 2020年 | 吳舜文新聞獎                       | 國際新聞報導獎       | 無聲的滅絕：新疆「再教育營」實錄 （页面存档备份，存于）                                                 | 獲獎                   |
| 2020年 | 卓越新聞獎                         | 系列新聞攝影獎       | 香港反修例運動——烈火黑潮／陳朗熹                                                                        | 獲獎                   |
| 2021年 | KKBOX Podcast 風雲榜               | 最佳新進節目         | 《The Real Story》By 報導者 （页面存档备份，存于）                                                      | 獲獎                   |
| 2021年 | KKBOX Podcast 風雲榜               | 最佳節目             | 《The Real Story》By 報導者 （页面存档备份，存于）                                                      | 獲獎                   |
| 2021年 | SOPA亞洲出版協會卓越新聞獎         | 卓越新聞報導創新獎   | 租用到迫遷──南鐵東移，25年政策與地貌的轉變 （页面存档备份，存于）                                       | 首獎                   |
| 2021年 | SOPA亞洲出版協會卓越新聞獎         | 卓越專題特寫獎       | 357天等待職災補償的折磨：一名泰國移工之死 （页面存档备份，存于）                                        | 首獎                   |
| 2021年 | SOPA亞洲出版協會卓越新聞獎         | 卓越專題調查報導獎   | 安毒幽靈──毒梟、死囚、施用者，台灣人在亞洲的毒品「長征」 （页面存档备份，存于）                         | 首獎                   |
| 2021年 | SOPA亞洲出版協會卓越新聞獎         | 卓越專題突發新聞獎   | 世紀之疫：病毒、人性、新世界 （页面存档备份，存于）                                                     | 優勝                   |
| 2021年 | 卓越新聞獎                         | 社會公器獎           | 財團法人報導者文化基金會                                                                                | 獲獎                   |
| 2021年 | 卓越新聞獎                         | Podcast新聞節目獎    | 《The Real Story》By 報導者 （页面存档备份，存于）                                                      | 獲獎                   |
| 2021年 | 吳舜文新聞獎                       | 國際新聞報導獎       | 選舉、政變、抵抗：緬甸動盪全紀錄系列報導                                                                | 獲獎                   |
| 2022年 | 台灣新聞攝影大賽                   | 系列照片類           | 楊子磊                                                                                                  | 第一名（葉清芳特別獎） |
| 2022年 | 台灣新聞攝影大賽                   | 系列照片類           | 余志偉                                                                                                  | 第二名                 |
| 2022年 | 台灣新聞攝影大賽                   | 系列照片類           | 楊子磊                                                                                                  | 第三名                 |
| 2022年 | 台灣新聞攝影大賽                   | 系列照片類           | 鄭宇辰                                                                                                  | 優選                   |
| 2022年 | 台灣新聞攝影大賽                   | 一般新聞類           | 余志偉                                                                                                  | 第一名                 |
| 2022年 | 台灣新聞攝影大賽                   | 一般新聞類           | 楊子磊                                                                                                  | 第二名                 |
| 2022年 | 台灣新聞攝影大賽                   | 一般新聞類           | 鄭宇辰                                                                                                  | 第三名                 |
| 2022年 | 台灣新聞攝影大賽                   | 一般新聞類           | 唐佐欣                                                                                                  | 優選                   |
| 2022年 | 台灣新聞攝影大賽                   | 一般新聞類           | 陳曉威                                                                                                  | 優選                   |
| 2022年 | 台灣新聞攝影大賽                   | 突發新聞類           | 楊子磊                                                                                                  | 第二名                 |
| 2022年 | 台灣新聞攝影大賽                   | 突發新聞類           | 唐佐欣                                                                                                  | 優選                   |
| 2022年 | 台灣新聞攝影大賽                   | 新聞人物類           | 蘇威銘                                                                                                  | 第三名                 |
| 2022年 | 台灣新聞攝影大賽                   | 新聞人物類           | 唐佐欣                                                                                                  | 優選                   |
| 2022年 | 台灣新聞攝影大賽                   | 肖像類               | 唐佐欣                                                                                                  | 優選                   |
| 2022年 | 台灣新聞攝影大賽                   | 肖像類               | 余志偉                                                                                                  | 優選                   |
| 2022年 | 台灣新聞攝影大賽                   | 圖文特寫類           | 唐佐欣                                                                                                  | 優選                   |
| 2022年 | 台灣新聞攝影大賽                   | 藝術文化與娛樂新聞類 | 楊子磊                                                                                                  | 第三名                 |
| 2022年 | 台灣新聞攝影大賽                   | 藝術文化與娛樂新聞類 | 黃品維                                                                                                  | 優選                   |
| 2022年 | 台灣新聞攝影大賽                   | 藝術文化與娛樂新聞類 | 馬雨辰                                                                                                  | 優選                   |
| 2022年 | 台灣新聞攝影大賽                   | 自然環境與科技類     | 余志偉                                                                                                  | 優選                   |
| 2022年 | SOPA亞洲出版協會卓越新聞獎         | 卓越專題特寫獎       | 在罪與罰背後架起對話橋梁──洪當興家暴殺人案中，孩子的聲音與人性面貌 （页面存档备份，存于）               | 首獎                   |
| 2022年 | SOPA亞洲出版協會卓越新聞獎         | 獨家新聞獎           | 台灣疫情8天失守關鍵──獨家披露科學防疫的缺口 （页面存档备份，存于）                                      | 首獎                   |
| 2022年 | SOPA亞洲出版協會卓越新聞獎         | 卓越突發新聞獎       | COVID-19風暴的醫療倫理撞擊 （页面存档备份，存于）                                                       | 首獎                   |
| 2022年 | SOPA亞洲出版協會卓越新聞獎         | 卓越環境報導獎       | 山頭上的掠奪：揭露全台原住民保留地流失亂象 ──溫泉、露營區背後，不正義的歷史為何一再重演?                | 首獎                   |
| 2022年 | SOPA亞洲出版協會卓越新聞獎         | 卓越環境報導獎       | 從盜伐到買賣──圍繞千年神木的罪行與交易 （页面存档备份，存于）                                           | 優勝                   |
| 2022年 | SOPA亞洲出版協會卓越新聞獎         | 卓越經濟報導獎       | 從盜伐到買賣──圍繞千年神木的罪行與交易 （页面存档备份，存于）                                           | 優勝                   |
| 2022年 | SOPA亞洲出版協會卓越新聞獎         | 卓越藝術及文化報導獎 | 京戲，何夕──伶人劇人的戲夢與人生 （页面存档备份，存于）                                                 | 優勝                   |
| 2022年 | SOPA亞洲出版協會卓越新聞獎         | 卓越攝影獎           | 在疫情中奮求希望 （页面存档备份，存于）                                                                 | 優勝                   |
| 2022年 | 財團法人卓越新聞獎基金會卓越新聞獎 | 特寫新聞獎           | 「信任的人，卻背叛了我」──國家首次啟動兒少安置機構及校園性侵訪查，聆聽被害人聲音 （页面存档备份，存于） | 入圍                   |

## 爭議
2017年6月21日報導者刊登張子午撰述〈當房思琪成為實體——專訪作者密友與編輯談林奕含的出版歷程〉的報導，文中以匿名的方式，指稱「一間知名出版社」的總編與林奕含「簽約旋即解約」的過程，「對林奕含不啻是一個重擊」，是對精神疾病「另一個屢見不鮮的歧視與排除」。報導刊出後，寶瓶文化總編輯朱亞君兩度於臉書發表聲明，駁斥報導者刊載的報導未盡平衡報導之責，單方面引用林奕含密友的說法，造成輿論效應，形同公審，使得她走投無路，於6月25日於自宅意圖輕生獲救。報導者編輯部隨後於26日凌晨在臉書發文致歉，並刪除報導中相關段落。
2020年3月，臺灣爆發嚴重特殊傳染性肺炎疫情，口罩被搶購一空。報導者在社會對疫情出現恐慌的背景下，決定啟動口罩國家隊專題，並採訪了名單中的加利科技。報導者的記者，當時四度訪談加利工廠的員工、與監工的國軍後，發布了加利科技的報導。同年8月，加利工廠被揭發混充中國製的口罩，使當時報導加利工廠的報導者遭受嚴厲批評。總編輯李雪莉事後在12月接受《故事：寫給所有人的歷史》的專訪時，認為當時忘記要採訪加利的競爭對手，是事件的癥結所在。

## 外部連結
- 官方网站